# Rada Ministrów USRR
Rada Ministrów USRR (ukr. Рада Міністрів УРСР) – najwyższy organ władzy wykonawczej w Ukraińskiej Socjalistycznej Republice Radzieckiej, działająca od 1946 roku, w którym zastąpiła Radę Komisarzy Ludowych USRR. Rada Ministrów działała do odzyskania niepodległości przez Ukrainę w 1991.

## Przewodniczący Rady Ministrów USRR
- Nikita Chruszczow (1946–1947)
- Demjan Korotczenko (1947–1954)
- Nikifor Kalczenko (1954–1961)
- Wołodymyr Szczerbycki (1961–1963)
- Iwan Kazaniec (1963–1965)
- Wołodymyr Szczerbycki (1965–1972)
- Ołeksandr Laszko (1972–1987)
- Witalij Masoł (10 lipca 1987 – 29 października 1990)
- Witold Fokin